# Gran Premio motociclistico del Portogallo 2001
Il Gran Premio motociclistico del Portogallo 2001 corso il 9 settembre, è stato l'undicesimo Gran Premio della stagione 2001 e ha visto vincere la Honda di Valentino Rossi nella classe 500, Daijirō Katō nella classe 250 e Manuel Poggiali nella classe 125.

## Classe 500

### Arrivati al traguardo
| Pos | Nº | Pilota                   | Squadra                    | Motocicletta | Giri | Tempo     | Griglia | Punti |
| --- | -- | ------------------------ | -------------------------- | ------------ | ---- | --------- | ------- | ----- |
| 1   | 46 | Valentino Rossi          | Nastro Azzurro Honda       | Honda        | 28   | 47:25.357 | 3       | 25    |
| 2   | 65 | Loris Capirossi          | West Honda Pons            | Honda        | 28   | +1.756    | 2       | 20    |
| 3   | 5  | Garry McCoy              | Red Bull Yamaha WCM        | Yamaha       | 28   | +14.030   | 9       | 16    |
| 4   | 7  | Carlos Checa             | Marlboro Yamaha            | Yamaha       | 28   | +24.337   | 8       | 13    |
| 5   | 3  | Max Biaggi               | Marlboro Yamaha            | Yamaha       | 28   | +31.348   | 1       | 11    |
| 6   | 1  | Kenny Roberts Jr         | Telefonica Movistar Suzuki | Suzuki       | 28   | +31.925   | 11      | 10    |
| 7   | 17 | Jurgen van den Goorbergh | Proton TEAM KR             | Proton KR    | 28   | +37.140   | 5       | 9     |
| 8   | 19 | Olivier Jacque           | Gauloises Yamaha Tech 3    | Yamaha       | 28   | +41.043   | 15      | 8     |
| 9   | 56 | Shin'ya Nakano           | Gauloises Yamaha Tech 3    | Yamaha       | 28   | +50.273   | 14      | 7     |
| 10  | 10 | José Luis Cardoso        | Antena 3 Yamaha-d'Antin    | Yamaha       | 28   | +58.227   | 16      | 6     |
| 11  | 12 | Haruchika Aoki           | Arie Molenaar Racing       | Honda        | 28   | +1:27.139 | 17      | 5     |
| 12  | 14 | Anthony West             | Dee Cee Jeans Racing       | Honda        | 28   | +1:27.459 | 18      | 4     |
| 13  | 16 | Johan Stigefelt          | Sabre Sport                | Sabre V4     | 27   | +1 giro   | 20      | 3     |
| 14  | 18 | Brendan Clarke           | Shell Advance Honda        | Honda        | 27   | +1 giro   | 22      | 2     |
| 15  | 21 | Barry Veneman            | Dee Cee Jeans Racing       | Honda        | 27   | +1 giro   | 21      | 1     |

### Ritirati
| Nº | Pilota        | Squadra                    | Motocicletta | Giri | Griglia |
| -- | ------------- | -------------------------- | ------------ | ---- | ------- |
| 41 | Noriyuki Haga | Red Bull Yamaha WCM        | Yamaha       | 25   | 13      |
| 9  | Leon Haslam   | Shell Advance Honda        | Honda        | 18   | 19      |
| 28 | Àlex Crivillé | Repsol YPF Honda           | Honda        | 12   | 12      |
| 15 | Sete Gibernau | Telefonica Movistar Suzuki | Suzuki       | 2    | 7       |
| 11 | Tōru Ukawa    | Repsol YPF Honda           | Honda        | 0    | 4       |
| 4  | Alex Barros   | West Honda Pons            | Honda        | 0    | 6       |
| 6  | Norick Abe    | Antena 3 Yamaha-d'Antin    | Yamaha       | 0    | 10      |

## Classe 250

### Arrivati al traguardo
| Pos | Nº | Pilota            | Squadra                     | Motocicletta | Giri | Tempo     | Griglia | Punti |
| --- | -- | ----------------- | --------------------------- | ------------ | ---- | --------- | ------- | ----- |
| 1   | 74 | Daijirō Katō      | Telefonica Movistar Honda   | Honda        | 26   | 44:38.464 | 2       | 25    |
| 2   | 5  | Marco Melandri    | MS Aprilia Racing           | Aprilia      | 26   | +16.993   | 5       | 20    |
| 3   | 31 | Tetsuya Harada    | MS Aprilia Racing           | Aprilia      | 26   | +27.360   | 1       | 16    |
| 4   | 44 | Roberto Rolfo     | Safilo Oxydo Race           | Aprilia      | 26   | +34.207   | 11      | 13    |
| 5   | 99 | Jeremy McWilliams | MS Aprilia Racing           | Aprilia      | 26   | +36.916   | 3       | 11    |
| 6   | 8  | Naoki Matsudo     | Petronas Sprinta Yamaha TVK | Yamaha       | 26   | +37.101   | 7       | 10    |
| 7   | 10 | Fonsi Nieto       | Valencia Circuit Aspar      | Aprilia      | 26   | +44.441   | 4       | 9     |
| 8   | 42 | David Checa       | Team Fomma                  | Honda        | 26   | +45.404   | 8       | 8     |
| 9   | 21 | Franco Battaini   | MS Eros Ramazzotti Racing   | Aprilia      | 26   | +49.202   | 17      | 7     |
| 10  | 18 | Shahrol Yuzy      | Petronas Sprinta Yamaha TVK | Yamaha       | 26   | +51.072   | 19      | 6     |
| 11  | 12 | Klaus Nöhles      | MS Aprilia Racing           | Aprilia      | 26   | +55.776   | 18      | 5     |
| 12  | 6  | Alex Debón        | Valencia Circuit Aspar      | Aprilia      | 26   | +59.663   | 10      | 4     |
| 13  | 22 | David de Gea      | Antena 3 Yamaha-d'Antin     | Yamaha       | 26   | +1:19.420 | 16      | 3     |
| 14  | 24 | Jason Vincent     | QUB Team Optimum            | Yamaha       | 26   | +1:19.835 | 25      | 2     |
| 15  | 20 | Jerónimo Vidal    | PR2 Metrored                | Aprilia      | 26   | +1:20.435 | 20      | 1     |
| 16  | 16 | David Tomás       | By Queroseno Racing         | Honda        | 26   | +1:20.795 | 23      |       |
| 17  | 81 | Randy de Puniet   | Equipe de France - Scrab GP | Aprilia      | 26   | +1:23.776 | 12      |       |
| 18  | 37 | Luca Boscoscuro   | Campetella Racing           | Aprilia      | 26   | +1:27.354 | 24      |       |
| 19  | 36 | Luis Costa        | Antena 3 Yamaha-d'Antin     | Yamaha       | 25   | +1 giro   | 27      |       |
| 20  | 14 | Katja Poensgen    | Shell Advance Honda         | Honda        | 25   | +1 giro   | 29      |       |
| 21  | 71 | Javier Diaz       | Motorsport Racing           | Honda        | 25   | +1 giro   | 31      |       |
| 22  | 72 | Michael Garcia    | PS Racing                   | Aprilia      | 25   | +1 giro   | 32      |       |

### Ritirati
| Nº | Pilota             | Squadra                     | Motocicletta | Giri | Griglia |
| -- | ------------------ | --------------------------- | ------------ | ---- | ------- |
| 23 | Cesar Barros       | Dark Dog Yamaha Kurz        | Yamaha       | 20   | 30      |
| 66 | Alex Hofmann       | Racing Factory              | Aprilia      | 12   | 15      |
| 46 | Tarō Sekiguchi     | Edo Racing                  | Yamaha       | 12   | 14      |
| 11 | Riccardo Chiarello | Aprilia Grand Prix          | Aprilia      | 10   | 26      |
| 57 | Lorenzo Lanzi      | Campetella Racing           | Aprilia      | 9    | 13      |
| 7  | Emilio Alzamora    | Telefonica Movistar Honda   | Honda        | 5    | 6       |
| 15 | Roberto Locatelli  | MS Eros Ramazzotti Racing   | Aprilia      | 4    | 9       |
| 9  | Sebastián Porto    | Dark Dog Yamaha Kurz        | Yamaha       | 4    | 21      |
| 50 | Sylvain Guintoli   | Equipe de France - Scrab GP | Aprilia      | 2    | 20      |

### Non partito
| Nº | Pilota         | Squadra | Motocicletta | Griglia |
| -- | -------------- | ------- | ------------ | ------- |
| 45 | Stuart Edwards | FCC-TSR | Yamaha       | 28      |

### Non qualificati
| Nº | Pilota        | Squadra      | Motocicletta |
| -- | ------------- | ------------ | ------------ |
| 41 | Damaso Nacher | PR2 Metrored | Honda        |
| 70 | José Estrela  | TZM Sport    | Honda        |

## Classe 125

### Arrivati al traguardo
| Pos | Nº | Pilota               | Squadra                  | Motocicletta | Giri | Tempo     | Griglia | Punti |
| --- | -- | -------------------- | ------------------------ | ------------ | ---- | --------- | ------- | ----- |
| 1   | 54 | Manuel Poggiali      | Gilera Racing            | Gilera       | 24   | 42:55.454 | 1       | 25    |
| 2   | 41 | Yōichi Ui            | L & M Derbi              | Derbi        | 24   | +0.011    | 2       | 20    |
| 3   | 24 | Toni Elías           | Telefonica Movistar jnr  | Honda        | 24   | +8.306    | 5       | 16    |
| 4   | 16 | Simone Sanna         | Safilo Oxydo Race        | Aprilia      | 24   | +8.473    | 3       | 13    |
| 5   | 26 | Daniel Pedrosa       | Telefonica Movistar jnr  | Honda        | 24   | +26.230   | 8       | 11    |
| 6   | 18 | Jakub Smrž           | Budweiser Budvar Hanusch | Honda        | 24   | +30.439   | 7       | 10    |
| 7   | 39 | Jaroslav Huleš       | Matteoni Racing          | Honda        | 24   | +30.513   | 10      | 9     |
| 8   | 6  | Mirko Giansanti      | Axo Racing               | Honda        | 24   | +31.500   | 17      | 8     |
| 9   | 11 | Max Sabbatani        | Bossini Fontana Racing   | Aprilia      | 24   | +33.982   | 11      | 7     |
| 10  | 21 | Arnaud Vincent       | Team Fomma               | Honda        | 24   | +35.553   | 14      | 6     |
| 11  | 19 | Alessandro Brannetti | Team Crae                | Aprilia      | 24   | +36.820   | 18      | 5     |
| 12  | 28 | Gábor Talmácsi       | Racing Service           | Honda        | 24   | +37.344   | 16      | 4     |
| 13  | 20 | Gaspare Caffiero     | Bossini Fontana Racing   | Aprilia      | 24   | +50.138   | 15      | 3     |
| 14  | 12 | Raúl Jara            | MS Aprilia LCR           | Aprilia      | 24   | +57.302   | 26      | 2     |
| 15  | 23 | Gino Borsoi          | LAE - UGT 3000           | Aprilia      | 24   | +57.409   | 22      | 1     |
| 16  | 9  | Lucio Cecchinello    | MS Aprilia LCR           | Aprilia      | 24   | +1:10.035 | 4       |       |
| 17  | 77 | Adrián Araujo        | Liegeois Competition     | Honda        | 24   | +1:12.889 | 29      |       |
| 18  | 8  | Gianluigi Scalvini   | Italjet Racing           | Italjet      | 24   | +1:24.889 | 27      |       |
| 19  | 30 | Jascha Buch          | PEV-Spalt-ADAC Sachsen   | Honda        | 24   | +1:40.128 | 30      |       |
| 20  | 86 | José Leite           | AFL Racing               | Honda        | 23   | +1 giro   | 32      |       |

### Ritirati
| Nº | Pilota           | Squadra                 | Motocicletta | Giri | Griglia |
| -- | ---------------- | ----------------------- | ------------ | ---- | ------- |
| 90 | José Luis Nion   | By Queroseno Racing     | Honda        | 17   | 31      |
| 29 | Ángel Nieto Jr   | Viceroy Team            | Honda        | 12   | 25      |
| 7  | Stefano Perugini | Italjet Racing          | Italjet      | 12   | 21      |
| 27 | Marco Petrini    | Racing Service          | Honda        | 11   | 28      |
| 22 | Pablo Nieto      | L & M Derbi             | Derbi        | 9    | 20      |
| 5  | Noboru Ueda      | FCC-TSR                 | TSR-Honda    | 8    | 23      |
| 17 | Steve Jenkner    | LAE - UGT 3000          | Aprilia      | 5    | 12      |
| 31 | Ángel Rodríguez  | Valencia Circuit Aspar  | Aprilia      | 5    | 6       |
| 4  | Masao Azuma      | Liegeois Competition    | Honda        | 4    | 24      |
| 15 | Alex De Angelis  | Matteoni Racing         | Honda        | 2    | 9       |
| 25 | Joan Olivé       | Telefonica Movistar jnr | Honda        | 1    | 13      |

### Non partito
| Nº | Pilota        | Squadra    | Motocicletta | Griglia |
| -- | ------------- | ---------- | ------------ | ------- |
| 34 | Eric Bataille | Axo Racing | Honda        | 19      |

### Non qualificati
| Nº | Pilota        | Squadra   | Motocicletta |
| -- | ------------- | --------- | ------------ |
| 88 | João Pinto    | I.R.T.    | Honda        |
| 89 | Ricardo Tomé  | VP Moto   | Aprilia      |
| 87 | José Monteiro | TZM Sport | Honda        |